# 栗山文昭
栗山 文昭（くりやま ふみあき、1942年1月17日 -）は、日本の合唱指揮者である。島根県出身。「栗友会」音楽監督。武蔵野音楽大学教授。島根県芸術文化センター グラントワ芸術監督。

## 来歴
島根県立益田高等学校、島根大学教育学部特設音楽科卒業。合唱指揮を田中信昭、高階正光に師事。二期会合唱団、東京混声合唱団で研鑽を積み、カラヤン指揮などで第九などを実際に歌ってみて経験を積む。現在13の合唱団を有する「栗友会」の音楽監督及び指揮者として活動するかたわら、長年尚美学園の第九の講師をし、合唱人集団「音楽樹」の代表幹事として、「Tokyo Cantat」などの企画に携わる。
1994年まで参加した全日本合唱コンクールでは数多くの金賞・最高賞たる特別賞を受賞し、「栗山現象」とまで言わしめたほか、栗友会所属合唱団の一つコーロ・カロスが1994年スペイン・トロサ国際合唱コンクールにおいてグランプリを獲得、更に翌1995年イタリアで欧州各コンクールグランプリ受賞者のみで行われたヨーロッパグランプリ合唱コンクール（イタリア）でグランプリを受賞した。日本の現代作曲家への委嘱活動を積極的に行っており、また海外に招待され演奏する機会も多い。
1997年、益田市スポーツ・文化顕彰受賞。2002年、第20回中島健蔵音楽賞奨励賞受賞。

## エピソード
「合唱を一つの芸術として、オーケストラや室内楽と同じ位置で評価されたいと、あるいはそうあってしかるべきだと」と述べるなど、合唱の芸術性の徹底的な追求が栗山の特徴であるが、その選曲については「能書きはない。思いつくまま、感じるままに組み立てている。」として、一貫したものは見出しがたい。同じ時期に開催された栗友会の各合唱団の演奏会・コンクールの選曲も、古典から現代音楽・委嘱曲、妥協のない作品からいわゆる歌いやすいものまで、全部の合唱団が違う色合いを出している。これについて日下部吉彦は「見本市ですね。そういうことができるということがすごい」「栗山現象はコンクールに新しいものを持ち込んだと言えると思う。選曲の面でもね。」と評し、三善晃は「栗山さんの音楽家としての資質の中に、同化と異化と、二つのものを非常に高度に融合させているなという気がするんです。」と評している。
全日本合唱連盟との関係は、栗山のコンクールでの活躍の記憶が鮮明な頃は「合唱連盟の最大のスター」としてもてはやされ、合唱連盟内の要職を歴任していたが、コンクール撤退後は「（合唱連盟は）もっと純音楽的である方向に向けなければならない」「二十一世紀を背負うような合唱団のために書いている作曲家の活動を支える（中略）こういうことと合唱連盟との関わりは、まず皆無ですね。」「合唱連盟は、私たちのような大きな組織や会社に属しているわけではない、何もないものたちの合唱活動に、どういう形で参加するかということを考えていただきたいんです。」「連盟の中にいて待っていたら死んじゃいますよ、夢をかなえる前に。」などと、批判的なスタンスに転じ、合唱連盟のすべての役職を辞するに至っている。

## 主なディスコグラフィー
- 交聲詩「海」 三善晃合唱の世界（カメラータ・トウキョウ）
- 青島広志合唱作品集 本家マザー・グースのうた（フォンテック）
- 三善晃女声合唱作品集（フォンテック）
- 日本合唱曲全集 三善晃作品集2（日本伝統文化振興財団）
- 日本合唱曲全集 三善晃作品集4（日本伝統文化振興財団）
- 日本の作曲・21世紀へのあゆみ9  新しい合唱の息吹（「日本の作曲・21世紀へのあゆみ」実行委員会）
- 栗山文昭の芸術1 南海譜 新実徳英作品集（ビクターエンタテインメント）
- 栗山文昭の芸術2 二月から十一月への愛のうた 寺嶋陸也作品集（ビクターエンタテインメント）
- 栗山文昭の芸術3 かなしみについて 三善晃作品集（日本アコースティックレコーズ）
- ろくもんめコンサート（日本アコースティックレコーズ）
- ななもんめコンサート（日本アコースティックレコーズ）